# Zettai shōnen
Zettai shōnen (絶対少年?) è una light novel e serie televisiva anime. La serie televisiva, prodotta da Ajia-do Animation Works e Bandai Visual, è andata in onda in Giappone su NHK nel 2005.

## Trama
La serie ruota attorno a due personaggi di due archi narrativi differenti (arco estivo e arco invernale) che si trovano coinvolti in misteri riguardanti "fate materiali" e "mali materiali".
Il primo arco narrativo coinvolge Ayumu Aizawa che fa visita a suo padre nel piccolo villaggio di Tana, durante l'estate; il secondo riguarda Kisa Tanigawa di Yokohama, un anno e mezzo dopo gli eventi del primo arco.

## Sigle
Sigla d'apertura
- Hikari no silhouette (光のシルエット?, Hikari no shiruetto) cantata da CooRie.

Sigla di chiusura
- Shōnen humming (少年ハミング?, Shōnen hamingu) cantata da Masumi Itō.

## Doppiaggio
| Personaggi                                           | Doppiatore giapponese |
| ---------------------------------------------------- | --------------------- |
| Ayumu Aizawa (逢沢歩?, Aizawa Ayumu)                 | Toshiyuki Toyonaga    |
| Miki Miyama (深山美紀?, Miyama Miki)                 | Kanako Mitsuhashi     |
| Miku Miyama (深山美玖?, Miyama Miku)                 | Chiwa Saitō           |
| Ryūsuke Sakakura (阪倉亮介?, Sakakura Ryūsuke)       | Yakkun Sakurazuka     |
| Shione Unno (海野潮音?, Unno Shione)                 | Ai Shimizu            |
| Takuma Kaburaki (鏑木拓馬?, Kaburaki Takuma)         | Yasuyuki Kase         |
| Wakkun (わっくん?, Wakkun)                           | Junko Takeuchi        |
| Heigorō Suzuki (鈴木平五郎?, Suzuki Heigorō)         | Katsuhisa Hōki        |
| Asako Tōdō (藤堂麻子?, Tōdō Asako)                   | Risa Mizuno           |
| Akira Sukawara (須河原晶?, Sukawara Akira)           | Miwa Matsumoto        |
| Kisa Tanigawa (谷川希紗?, Tanigawa Kisa)             | Akiko Kobayashi       |
| Rieko Yamato (大和理絵子?, Yamato Rieko)             | Tomoko Sadohara       |
| Masaki Makabe (真壁正樹?, Makabe Masaki)             | Yuki Kaida            |
| Shigeki Kobayakawa (小早川成基?, Kobayakawa Shigeki) | Takahiro Sakurai      |

## Episodi
| Nº | Giapponese 「Kanji」 - Rōmaji                                     | In onda           | In onda |
| Nº | Giapponese 「Kanji」 - Rōmaji                                     | Giapponese        |         |
| 1  | 「憂鬱で奇妙な夏の始まり」 - Yūutsu de kimyō na natsu no hajimari | 21 maggio 2005    |         |
| 2  | 「月読天台とオカカ婆」 - Tsukiyomi tendai to Okaka baba           | 28 maggio 2005    |         |
| 3  | 「名物アナウンサーがやってきた」 - Nabutsu anaunsa ga yattekita   | 4 giugno 2005     |         |
| 4  | 「光誘（いざな）う樹木の宮」 - Izunau juki no miya                | 11 giugno 2005    |         |
| 5  | 「約束の重さと夢の軽さ」 - Yakusoku no omosa to yume no karusa    | 18 giugno 2005    |         |
| 6  | 「世界の被膜が薄くなる」 - Sekai no himaku ga usukunaru           | 25 giugno 2005    |         |
| 7  | 「三度目の約束の夜」 - Sandome no yakusoku no yoru                | 2 luglio 2005     |         |
| 8  | 「伝承と記憶の狭間で」 - Denshō to kioku no kyōma de              | 9 luglio 2005     |         |
| 9  | 「いつだって優先順位の問題」 - Itsudatte yūsen juni no mondai     | 16 luglio 2005    |         |
| 10 | 「雨の中に錯綜する想い」 - Ame no naka ni sakusō suru omoi        | 23 luglio 2005    |         |
| 11 | 「泣き出しそうな田菜へ走れ」 - Nakidashisōna tana e hashire       | 30 luglio 2005    |         |
| 12 | 「猫おどりの空に舞う」 - Neko odori no sora ni mau                | 13 agosto 2005    |         |
| 13 | 「谷川希紗と見慣れぬ存在」 - Tanikawa Kisa to minarenu sonzai     | 20 agosto 2005    |         |
| 14 | 「拮抗する二つの力」 - Kikkō suru futatsu no chikara              | 27 agosto 2005    |         |
| 15 | 「アーバンフォークロア」 - Aaban fookuroa                         | 3 settembre 2005  |         |
| 16 | 「目に見えない巨大な何か」 - Me ni mienai kyodai na nanika        | 10 settembre 2005 |         |
| 17 | 「それは関与できない問題」 - Sore wa kanyo dekinai mondai         | 17 settembre 2005 |         |
| 18 | 「十七歳の出会いと絶望」 - Jūnanasai no deai to zetsubō           | 24 settembre 2005 |         |
| 19 | 「翼の生えた魚」 - Tsubasa no oeta sakana                         | 1º ottobre 2005   |         |
| 20 | 「マテリアルフェアリー」 - Materia fearii                         | 8 ottobre 2005    |         |
| 21 | 「いい子でいることの意味」 - Ii ko de iru koto no imi             | 15 ottobre 2005   |         |
| 22 | 「消えたものと生まれるもの」 - Kieta mono to umareru mono         | 22 ottobre 2005   |         |
| 23 | 「幸せを呼ぶ闇の光」 - Shiawase wo yobu yami no hikari            | 29 ottobre 2005   |         |
| 24 | 「彼女たちの小さな冒険」 - Kanojotachi no chiisana bōken          | 5 novembre 2005   |         |
| 25 | 「世界の被膜が穴だらけ」 - Sekai no himaku ga anadarake           | 12 novembre 2005  |         |
| 26 | 「頼りなく豊かな冬の終わり」 - Tayorinaku yutaka na fuyu no owari | 19 novembre 2005  |         |